# Antepecho

Ventana con festejador que contribuye de paso a reducir el tamaño del antepecho.
Vocabulario:
1:Jambas
2:dintel
3: parteluz
4:vierteaguas
5 antepecho
6: festejador

En arquitectura y construcción, el antepecho se refiere a la parte de la pared (interior o exterior) de un edificio situada entre el suelo y el vierteaguas de la ventana.
La altura del antepecho se cuenta desde el piso terminado a donde empieza el vierteaguas.
En terrazas, balcones y otras estructuras elevadas abiertas de un edificio, puede además referirse al muro o balaustrada que se sitúa en la parte frontal (pared externa de baja altura, por debajo del espacio abierto).
También puede referirse a una pequeña pared de apoyo debajo de la ventana que también sirve como decoración para una habitación.

## Etimología
La palabra proviene del castellano ante- y pecho, del latín ante- y pectus.

## Reglamentación
En Alemania, la altura mínima para el sector privado está regulada en los códigos de construcción estatales y otras regulaciones. Suele ser de 80 cm para antepechos de ventana y de 90 cm para alturas de caída de más de 12 m. En otros países (por ejemplo, en Irlanda y el Reino Unido), a veces se requieren 90 cm y 110 cm para alturas de caída más altas.